# 古兒別速
古兒別速皇后，蒙古帝国成吉思汗皇后之一，住于第二斡耳朵。《元史》中稱其為哈兒八真皇后。古儿别速为卜古汗（亦難赤·必勒格·卜古汗）的夫人之意，并非其本名。

## 生平
古兒別速原為乃蠻部汗王亦難赤必勒格汗寵妃。亦難察必勒格死後，其兩個兒子太陽汗和不亦魯黑汗為爭奪古兒別速，從而兄弟分裂。古兒別速終為太陽汗所得，由于太陽汗昏庸無能，不理政事，乃蠻部的大權遂盡落于古兒別速手中。當聽聞乃蠻部遭成吉思汗攻打時，她曾狂妄地說道：「蒙古人衣著髒污，身有臭味。」乃蠻部被成吉思汗攻滅後，成吉思汗對其說道：「你不是說蒙古人有臭味嗎？現在怎麼又過來了？」說罷，將其留在帳中。其後，她亦受到成吉思汗寵倖，獲封為皇后。

## 延伸阅读
[在维基数据编辑]
 《新元史/卷104》，出自柯劭忞《新元史》